# Сальпикон

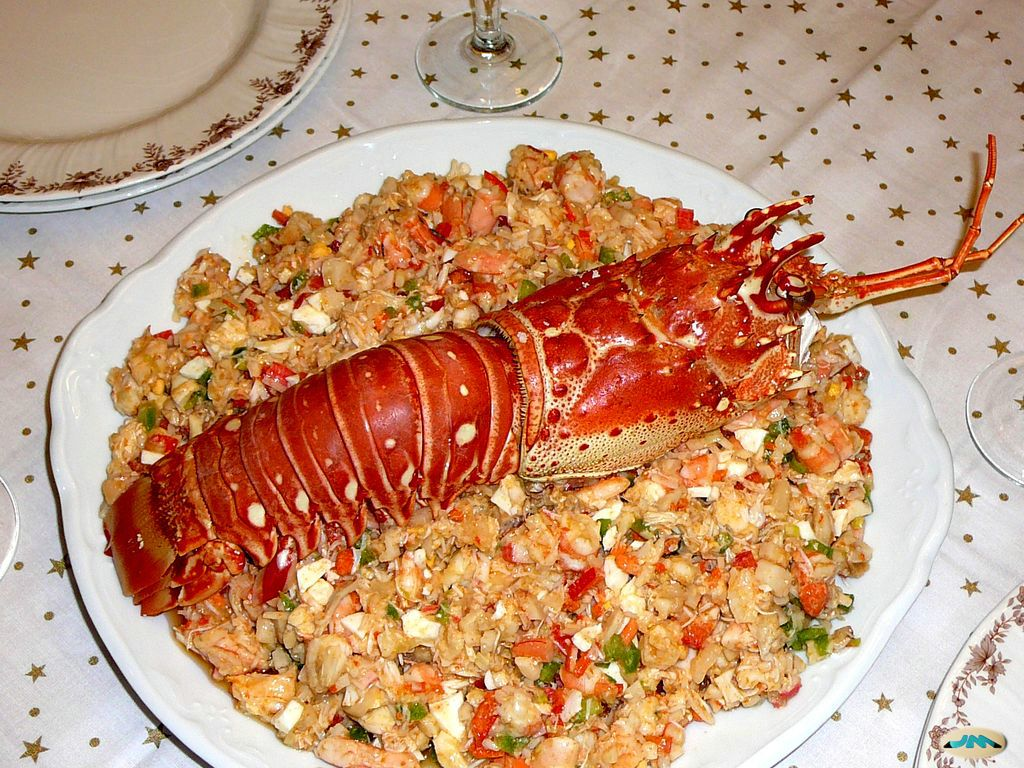
Сальпикон из морепродуктов с лангустом

Сальпико́н (исп. salpicón, фр. salpicon) — многокомпонентный полуфабрикат, представляющий собой смесь различных продуктов (видов, сортов), нарезанных мелкими кубиками. Под сальпиконом также понимают блюдо, приготовленное таким образом, начинки, гарниры. Полученная масса ближе по составу к фаршу, чем к салату. При приготовлении несладкого сальпикона используют мелкопорезанное мясо, морепродукты, овощи, грибы, яйца, которые заправляют соусом. В состав сладких рецептов входят фрукты, ягоды, а в качестве приправы используют сливки, сиропы, кремы.
В переводе с испанского языка salpicón означает месиво, фарш. Происхождение сальпикона часто связывают с испанской кухней, а ранее он был известен как «испанский салат», представляя собой смесь из овощей и мяса, мелко накрошенных кубиками. Зачастую это непритязательное блюдо состояло из остатков вчерашнего обеда. Традиционно это блюдо готовили из свиного мяса, которое смешивали с говяжьим фаршем и добавляли перец, соль, уксус и различные овощи. Полученная масса медленно тушилась и после приготовления блюдо подавалось горячим. Предполагается, что мелкая нарезка, характерная для сальпикона, стала основой при возникновении русского винегрета, ингредиенты которого со временем стали больше. Именно о сальпиконе, а не о винегрете в русских переводах, идёт речь в начале первой главы романа Сервантеса «Дон Кихот» (1605—1615), когда автор подчёркивал бедность Дон Кихота: «В некоем селе ламанчском, которого название у меня нет охоты припоминать, не так давно жил-был один из тех идальго, чьё имущество заключается в фамильном копье, древнем щите, тощей кляче и борзой собаке. Олья чаще с говядиной, нежели с бараниной, винегрет, почти всегда заменявший ему ужин [salpicón las más noches], яичница с салом по субботам, чечевица по пятницам, голубь, в виде добавочного блюда, по воскресеньям, — всё это поглощало три четверти его доходов». Байрон в поэме «Дон Жуан» упоминает рагу-сальпикон при перечислении блюд на роскошном ужине: «Там было бог весть что „à l’Espagnole“ // И „à l’Allemande“ //, „timballe“ // и „salpicon’ы“ (Не сразу нам понятно, в чём там соль, // Но к экзотичным яствам все мы склонны)…».
Александр Дюма в своём «Большом кулинарном словаре» (Grand Dictionnaire de cuisine, опубликован посмертно в 1873) при характеристике гордости французской национальной кухни — рагу, останавливался на приготовлении вариантов этого блюда, созданного на основе сальпикона: «В состав этого рагу входят любые сорта мяса и овощей, такие как, например, сладкое мясо (телячья зобная железа), трюфели, шампиньоны, донца артишоков и т. д., однако необходимо, чтобы они были хорошего качества, чтобы мясо, которое вы используете и кладёте в равных пропорциях, готовилось отдельно, как и овощи, чтобы эти ингредиенты были в равной степени готовности согласно их свойствам».
Со временем сальпикон получил распространение не только в Испании и её бывших колониях, но и стал частью международной кухни, а сам термин приобрёл несколько значений. В настоящее время под сальпиконом понимают мелкую нарезку в виде маленьких кубиков, а также блюда (например, салаты, начинки, украшения блюда). В Испании и латиноамериканских странах сальпиконом начиняют лепёшки, во Франции выпечку (тарталетки, дартуа, буше, корзиночки), в Колумбии пользуется популярностью фруктовый салат с ягодами, ингредиенты которого нарезаются очень мелко.